# Съёмочная площадка
Съёмочная площадка — место, предназначенное, оборудованное и используемое для съёмки эпизода или последовательности эпизодов кинофильма.
Количество, места расположения съёмочных площадок определяются режиссёром фильма в процессе создания режиссёрского сценария фильма, в соответствии с его монтажным планом.
Для конкретной площадки режиссёр определяет съёмочные планы эпизодов, их последовательность, число дублей, метраж монтажных кадров.
На площадке устанавливаются декорации, макеты, съёмочное освещение, оборудование для перемещения камеры, устанавливаются съёмочные точки. Устанавливается звуковоспроизводящее оборудование (при съёмке под фонограмму) и звукозаписывающие устройства. Предусматриваются различные установки для пиротехнических, шумовых эффектов.
В случае, если съёмки проводятся в городских условиях, осуществляется по необходимости огораживание площадки.
На съёмочной площадке перед съёмками режиссёр-постановщик разрабатывает мизансцены, проводит репетиции. В ряде случаев на площадке могут проводиться кинопробы, особенно при подготовке передачи, идущей в прямом эфире.
Оператор фильма строит композицию кадра и уточняет освещение при съёмке, строит схему перемещения камеры и схемы изменения фокусного расстояния и фокусировки объектива.
Звукооператор выбирает места расположения микрофонов и громкоговорителей, проводит звуковые пробы.